# Teutamus politus
Teutamus politus är en spindelart som beskrevs av Tord Tamerlan Teodor Thorell 1890. Teutamus politus ingår i släktet Teutamus och familjen månspindlar. Inga underarter finns listade i Catalogue of Life.